# David VIII. Gruzijski
David VIII. (gruz.: დავით VIII; 1273. – 1311.), iz dinastije Bagrationi, bio je kralj Kraljevine Gruzije u razdoblju od 1292. do 1302., te od 1308. do 1311. godine.
Najstariji sin Dmitra II. Gruzijskog i Trapezuntkinje proglašen je za vladara Gruzije od ilhanidskog vladara Gajhatua, kao nagradu za njegovu vojnu službu tijekom ustanka Ruma 1293. godine. David je vladao na istoku, nasljedivši svog rođaka Vahtanga II., dok je zapadni dio kraljevstva bio pod imeretskim ogrankom dinastije Bagration, još od 1259. godine.
Godine 1295., David je podržao Bajdu kana u unutarnjem sukobu u Ilhanidskom Carstvu. Bajdu je ubijen, a Mahmud Gazan je postao kan. Gazan je naredio gruzijskom kralju Davidu da dođe u njegov glavni grad Tabriz. Prisjetivši se sudbine svoga oca, David je odbio i započeo se pripremati za rat. Gazan je poslao kaznenu ekspediciju i opustošio zemlju. Podržani od Mongola, Oseti su napali provinciju Unutarnja Kartlija i zauzeli klisuru rijeke Liahvi. David se ukopao u planinama Mtiuleti, pa su ga Mongoli uspjeli pobijediti u gerilskoj borbi koja se vodila kod Tsikare. Tada ga je kan proglasio svrgnutim, te 1299. godine imenovao za kralja Davidovog mlađeg brata Đuru V.
Iako potpomognut mongolskim snagama, Đurina moć nije se ptotezala do gruzijske prijestolnice Tbilisija. Kan ga, 1302. godine, zamjenjuje Vahtangom III. Novi kralj predvodio je mongolsku vojsku protiv Davida, ali nije mogao prodrijeti duboko u planinske provincije koje su držali pobunjenici, pa je dogovoreno primirje. David je priznat kao zajednički suveren sa svojim bratom i primio je kneževinu Alastani u južnoj provinciji Džavahetiji. Razvio je bliske odnose s Mamelucima, tradicionalnim suparnicima Ilkanata. Uz posredovanje Bizanta, obnovio je Samostan Časnog Križa u Jeruzalemu Gruzijske pravoslavne Crkve. 
David se ženio dvaput. Prvi brak mu je bio s mongolskom princezom Öljätäi, a drugi s plemkinjom iz obitelji Surameli. Naslijedio ga je njegov sin Đuro VI. Gruzijski 1311. godine.

## Vanjske poveznice
- დავით VIII (gruz.)